# Seretse Khama
Sir Seretse Khama (Serowe, 1. srpnja 1921. -  Gaborone, 13. srpnja 1980.), pokojni afrički vođa, nacionalist i prvi predsjednik neovisne Bocvane.
Rodio se kao pripadnik naroda Bamangwato, u mjestu Serowe. Djed mu je bio Khama III., poglavica tog plemena (jednog od osam glavnih u Bocvani). Njegovo ime Seretse znači "glina koja spaja", jer je uspio pomiriti oca i djeda. Činom pomirenja osigurao si je uspon na vlast, ali kako je zakraljio sa samo 4 godine, ujak je bio njegov regent i čuvar.Otac mu je umro 1925. godine.
Obrazovanje je većinom sticao po južnoafričkim internatima, a kasnije je diplomirao s jednog koledža.
Nakon što je diplomirao 1944., odlazi u inozemstvo(Velika Britanija) gdje dalje studira želeći postati odvjetnik. Tamo se 1947. godine i oženio bjelkinjom, Ruth Williams, nakon godinu dana udvaranja što se nije nimalo svidjelo apartheidskom režimu u Južnoj Africi. Sklopivši međurasni brak, zamjerio se vlastitom narodu, koji je počeo preispitivati njegovu sposobnost i podobnost vladanja nad plemenom. Ujak je čak zahtijevao poništenje braka i Seretsin povratak kući.On se vratio kući i serijom javnih sastanaka(kgotlas) objasnio starješinama plemena da je sposoban biti kralj.
Kada su mu britanske kolonijalne vlasti zabranile povratak u domovinu,(bojeći se da ne izgube jeftine sirovine iz JAR-a) u njegovu obranu ustali su nacionalisti, komunisti, i grupe za ljudska prava širom svijeta. Vrativši se u domovinu, postaje vrlo aktivan u politici, posebice nakon što je osnovao nacionalističku Demokratsku stranku Bečuanalanda koja se danas zove Demokratska stranka Bocvane. S njom je pobijedio na demokratskim izborima 1966. i na položaju predsjednika ostao do svoje prerane smrti. 1960. dijagnosticiran mu je dijabetes.
Za postizanje neovisnosti Bocvane, kraljica Elizabeta Druga dala mu je titulu Sir.
Neovisna Bocvana bila je jedna od najsiromašnijih zemalja svijeta. Prihodi od poreza nisu bili dostatni za troškove vlasti tj. uprave, pa se Bocvana zadužila kod Velike Britanije. Mnogi su smatrali da će Bocvana postati satelitska zemlja Južne Afrike ili Južne Rodezije (današnji Zimbabve). Stjeran u kut teškom situacijom(u JAR-u apartheid, u Zimbabveu Ian Smith), predsjednik Khama tome je vrlo brzo doskočio. Orijentirao se na izvoz tri glavna proizvoda svoje zemlje, a to su govedina, bakar i dijamanti. Nakon otkrića golemog ležišta dijamanata u Orapi, ekonomski rast bio je najveći na svijetu. Prihodi od izvoza investirani su u deficitarna područja: infrastrukturu, zdravstvo i školstvo.
Predsjednik Khama je donio mir i stabilnost u godinama formiranja svog naroda. Donio je i stroge zakone protiv korupcije. Začeo je današnju demokratsku Bocvanu.
Prije smrti, Seretse Khama igrao je važnu ulogu u nezavisnosti Zimbabvea.(koja je postignuta nedugo prije njegove smrti). Umro je u Gaboroneu u dobi od 59 godina. Uzrok smrti je bio rak gušterače.
40.000 ljudi došlo mu je odati počast, a pokopan je u rodnom mjestu. Nadživjeli su ga supruga i sin.

## Vanjske poveznice
- Penguin Books - A piece by Susan Williams, author of Colour Bar: The Triumph of Seretse Khama and His Nation  Arhivirana inačica izvorne stranice od 27. rujna 2007. (Wayback Machine)